# Altes Museum
Das Alte Museum am Lustgarten im Berliner Ortsteil Mitte gehört zum Bauensemble der Museumsinsel und damit zum Weltkulturerbe der UNESCO. Im Auftrag König Friedrich Wilhelms III. 1825–1830 von Karl Friedrich Schinkel erbaut, zählt es zu den Hauptwerken des deutschen Klassizismus. Umgeben wird es vom Berliner Dom im Osten, dem wiederaufgebauten Berliner Schloss im Süden und dem Zeughaus im Westen. Aktuell beheimatet das Alte Museum die Antikensammlung und einen Teil des Münzkabinetts.
Im Jahr 2023 verzeichnete das Alte Museum rund 215.000 Besucher.

## Geschichte

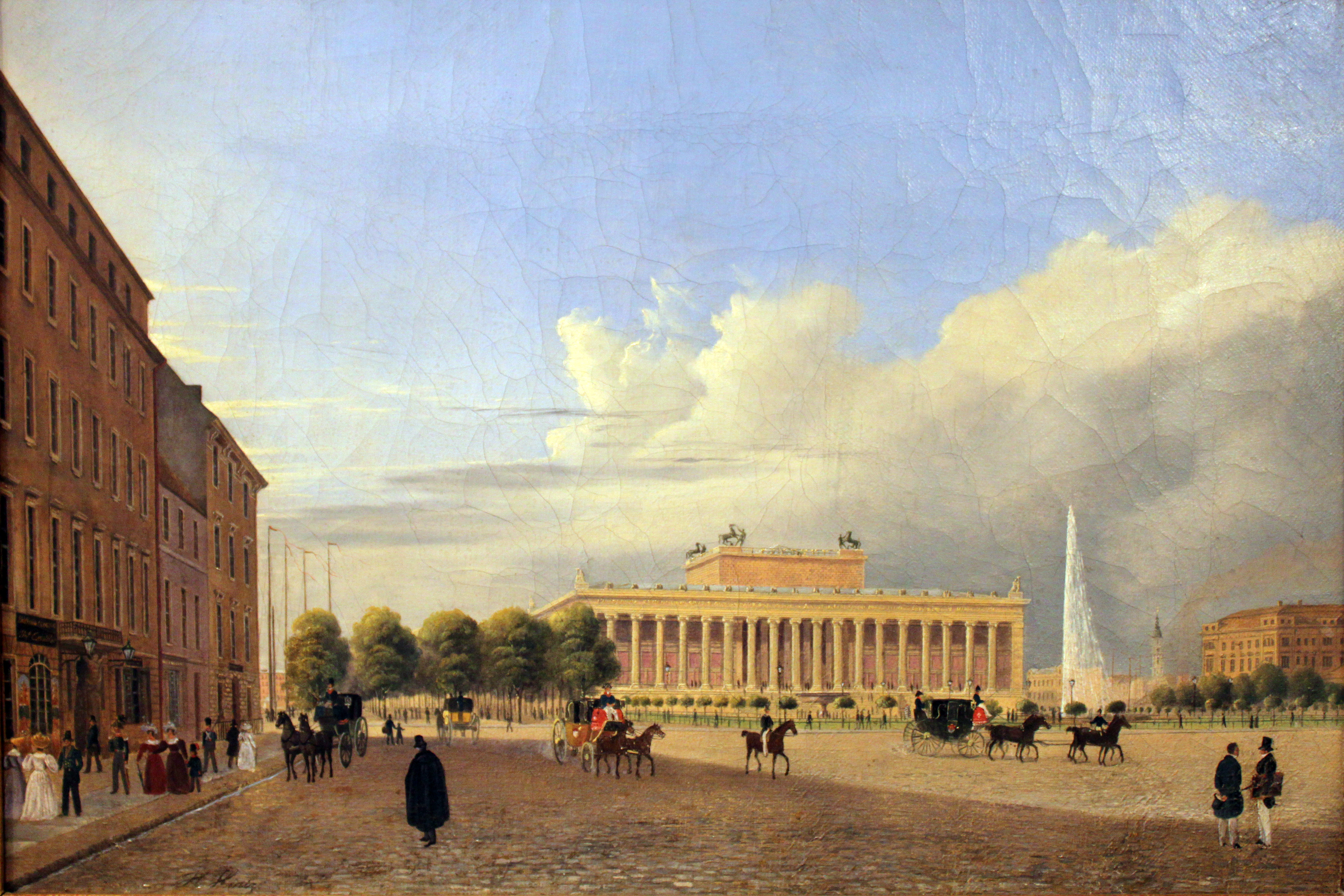
Das Alte Museum von der Schloßfreiheit aus, Gemälde von Johann Heinrich Hintze, 1832

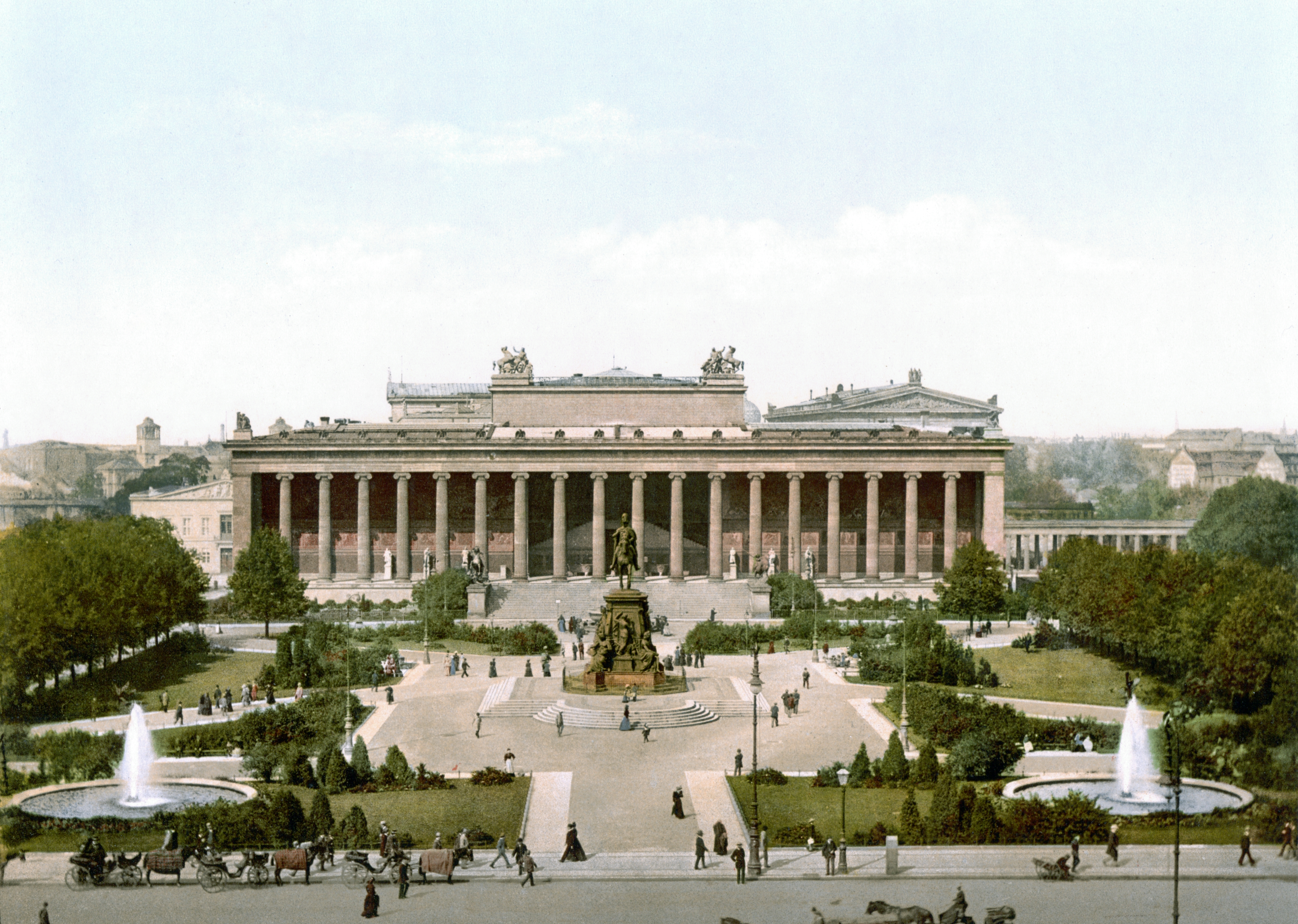
Altes Museum mit Reiterstandbild Friedrich Wilhelms III., um 1900

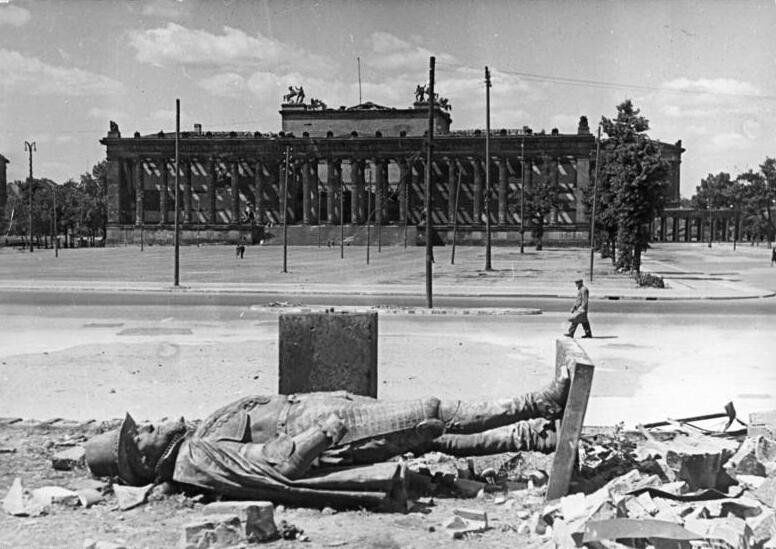
Altes Museum nach der Zerstörung im Zweiten Weltkrieg, 1950

Im frühen 19. Jahrhundert wurde das Bürgertum in Deutschland zusehend selbstbewusster. Die Vorstellung begann sich durchzusetzen, die vor der Öffentlichkeit verschlossenen Kunstsammlungen allen Bürgern zugänglich zu machen. Die Allgemeinheit sollte die Möglichkeit einer umfassenden kulturellen Bildung erhalten. Der preußische König Friedrich Wilhelm III. teilte dieses Humboldtsche Bildungsideal. 1815 erwarb der König Teile der Sammlung Giustiniani und 1821 die Sammlung von Edward Solly und entwickelte erste Überlegungen zum Ausbau des Marstall oder der Kunstakademie Unter den Linden. Schließlich beauftragte er Karl Friedrich Schinkel mit der Planung eines Museumsneubaus für die königlichen Kunstsammlungen. Die für die Konzeption des Museumsneubaus verantwortliche, vom König eingesetzte und von Wilhelm von Humboldt geleitete Kommission entschied, nur hohe Kunst dort auszustellen. Nach damaligem Verständnis schloss das die Ethnografica, Prähistorica und im Nahen Osten ausgegrabene Kunstschätze aus; sie wurden vorerst großteils im Schloss Monbijou untergebracht.

### Planung und Bau
Den Planungen des Architekten Schinkel lagen auch Entwürfe des Kronprinzen, des späteren Königs Friedrich Wilhelm IV., zugrunde, der für die Museumsinsel eine antikisierende, akropolisartige Bebauung wünschte. Der Kronprinz ließ Schinkel eine Bleistiftskizze zukommen, die ein hinter Säulenhallen zurücktretendes Hauptgebäude zeigte. Schinkel bettete in seinen Planungen das Königliche Museum in ein Bauensemble rund um den Lustgarten ein. Das Stadtschloss der Hohenzollern im Süden sollte dabei Symbol der weltlichen Macht sein, das Zeughaus im Westen das Militär repräsentieren und der damalige Berliner Dom im Osten die göttliche Macht verkörpern. Das Museum im Norden, das der Erziehung und Bildung des Volkes dienen sollte, stand somit auch als Sinnbild für die Wissenschaft und Kunst – und nicht zuletzt deren Träger: das selbstbewusste Bürgertum. Schon zuvor war Schinkel für die klassizistische Umgestaltung des ursprünglich barocken Doms verantwortlich gewesen. Auch die parallel zum Bau des Alten Museums erfolgende Neugestaltung des Lustgartens durch Peter Joseph Lenné ging weitgehend auf Schinkels Vorstellungen zurück, der so ein zusammengehöriges Ensemble schuf.
Der Architekt hatte zuvor in London und Paris die Strukturen großer Museen studiert. Die Pläne für das Museum mit dem Standort an der Nordseite des Lustgartens entwickelte er um 1822/1823. Danach wurden komplizierte Gründungsarbeiten nötig, weil hier ein Verbindungskanal zwischen Kupfergraben und Spree verlief. Für das Fundament wurden rund 3000 Kiefernholzpfähle in den Boden getrieben. Erst 1825 konnte mit den Bauarbeiten für das Museum begonnen werden, die bis 1828 dauerten. Am 3. August 1830 (nach einer anderen Quelle am 1. April 1830) wurde es seiner Bestimmung übergeben. Bei seiner Eröffnung und bis 1845 wurde es „Museum“ bzw. „Königliches Museum“ genannt. Ursprünglich beherbergte es die Kunstwerke der Gemäldegalerie.

### Zerstörung und Wiederaufbau
Während der Zeit des Nationalsozialismus bildete das Alte Museum die Kulisse für Propagandaveranstaltungen, sowohl im Museum selbst, als auch im als Aufmarschplatz umgestalteten Lustgarten. Im Zweiten Weltkrieg 1941 und 1943 bei alliierten Luftangriffen durch Sprengbomben getroffen, brannte es am 8. Mai 1945 durch die Explosion eines am Haus abgestellten Munitionswagens aus.
Unter Generaldirektor Ludwig Justi stellten Hans Erich Bogatzky und Theodor Voissen von 1951 bis 1966 das Bauwerk als erstes Museum der Museumsinsel im Großen und Ganzen originalgetreu wieder her. Dabei wurden die geringen Reste der von Schinkel entworfenen und von Peter Cornelius ausgeführten Fresken an der Rückwand der Säulenhalle und im Treppenhaus sowie der 1844 von Stüler errichtete Übergang zum Neuen Museum beseitigt. Die Restaurierung der farbigen Ausmalung der Rotunde erfolgte 1982 nach den Entwürfen Schinkels. Auf eine Rekonstruktion des Deckensystems der im Erdgeschoss an die Innenhöfe angrenzenden Schauräume sowie der Säulenpaare unter den Unterzügen wurde verzichtet.
1998 wurde das Architekturbüro Hilmer & Sattler und Albrecht beauftragt, die Pläne für die Generalsanierung zu entwerfen. Die Arbeiten haben nicht begonnen, jedoch wurden 2007 die Freitreppe und 2009 die Kassettendecke der Rotunde vorgezogen restauriert.

## Äußeres

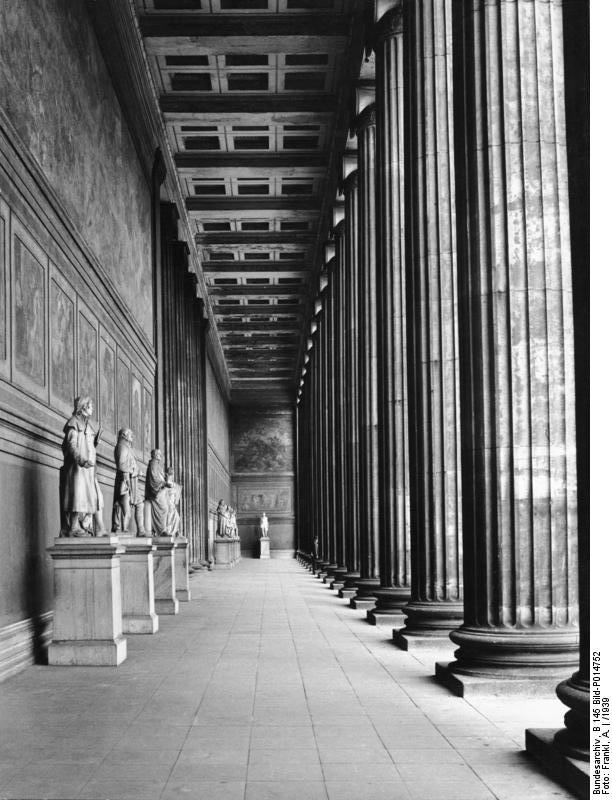
Vorhalle mit Wandgemälden von Peter von Cornelius, 1939

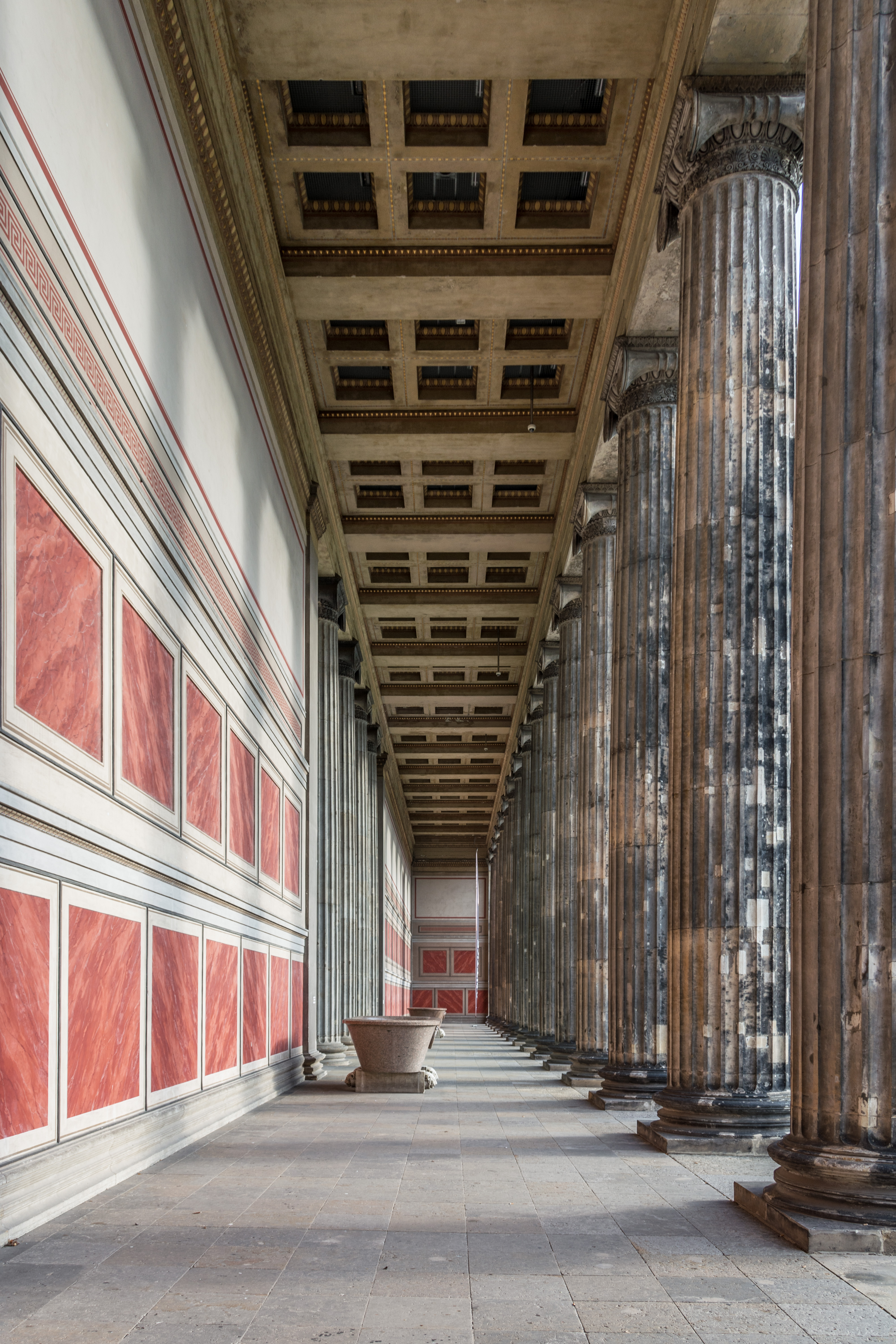
Vorhalle ohne die Wandgemälde, 2017

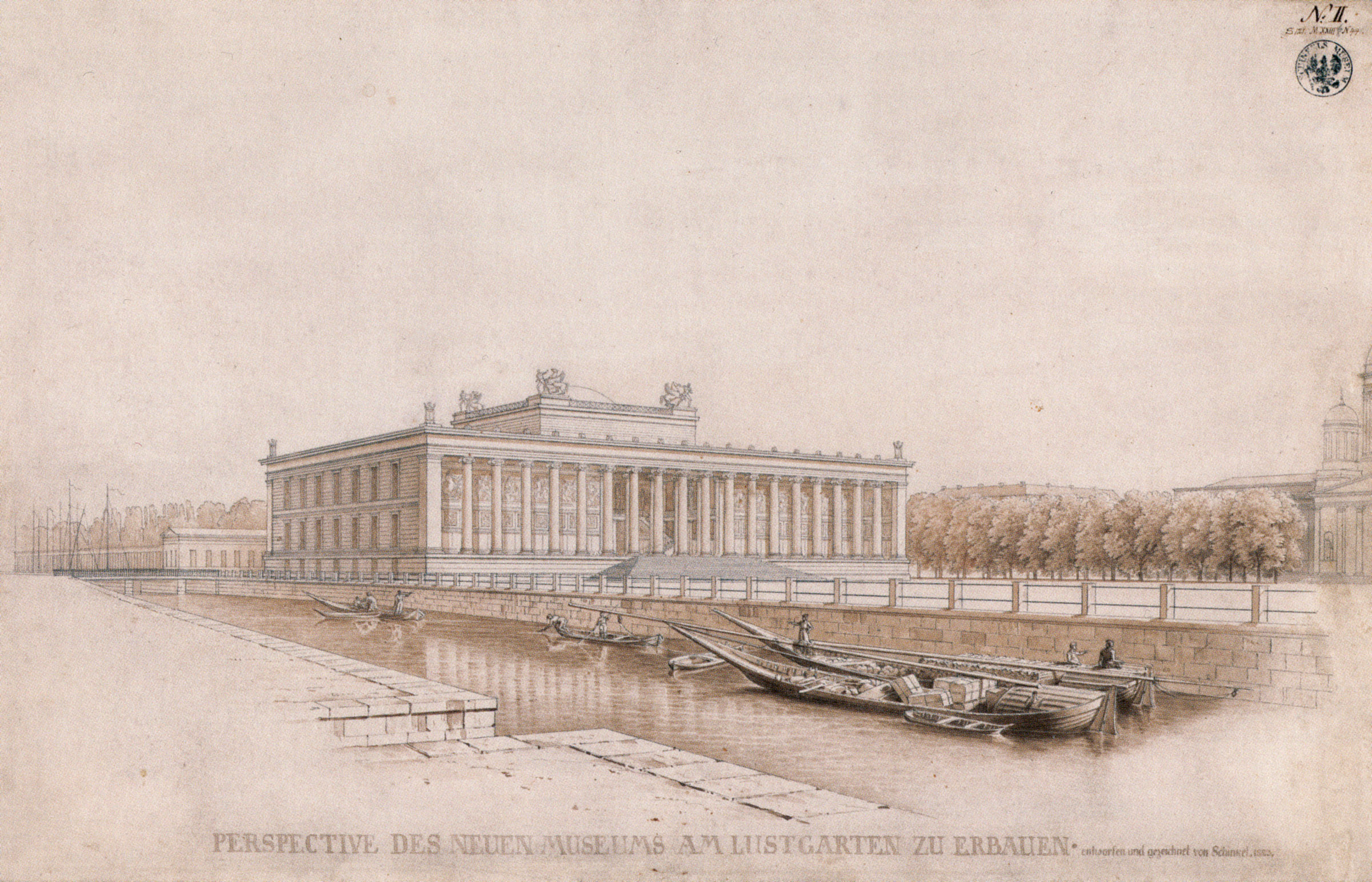
Außenansicht des Museumsbaus, Zeichnung von Karl Friedrich Schinkel

Das Alte Museum folgt mit seiner klaren Gliederung der äußeren Form dem Gestaltungskanon der griechischen Antike und verkörpert damit die in der Aufklärung wurzelnde Idee eines Museums als Bildungseinrichtung für das Bürgertum. Die Rotunde, dem Vorbild des Pantheon in Rom folgend, unterstreicht die sakrale Dimension des Museums als Kunsttempel.
Das auf einem Sockel stehende, zweigeschossige Gebäude hat eine Länge von 87 Metern und eine Breite von 55 Metern. Es besteht aus einem flach gedeckten, kubischen Baukörper, der durch eine Vorhalle mit 18 kannelierten ionischen Säulen in Monumentalordnung nach außen abschließt. Die von zwei Eckpilastern begrenzte Halle öffnet sich zum Lustgarten hin. Auf dem Gebälk der Halle sitzen über den Säulen achtzehn sandsteinerne Adler. Die vier Säulen der Treppenhalle und die achtzehn Säulen an der Lustgartenfront bestehen aus Cottaer und Reinhardtsdorfer Sandstein (Sachsen) aus der Kreidezeit, der Sockel aus Postaer Sandstein (Kreidezeit) und die Stufen aus Lausitzer Granodiorit (Präkambrium) aus Demitz-Thumitz (Sachsen). Die an der Front des Gebäudes angebrachte Weihinschrift lautet:

### Figurenschmuck

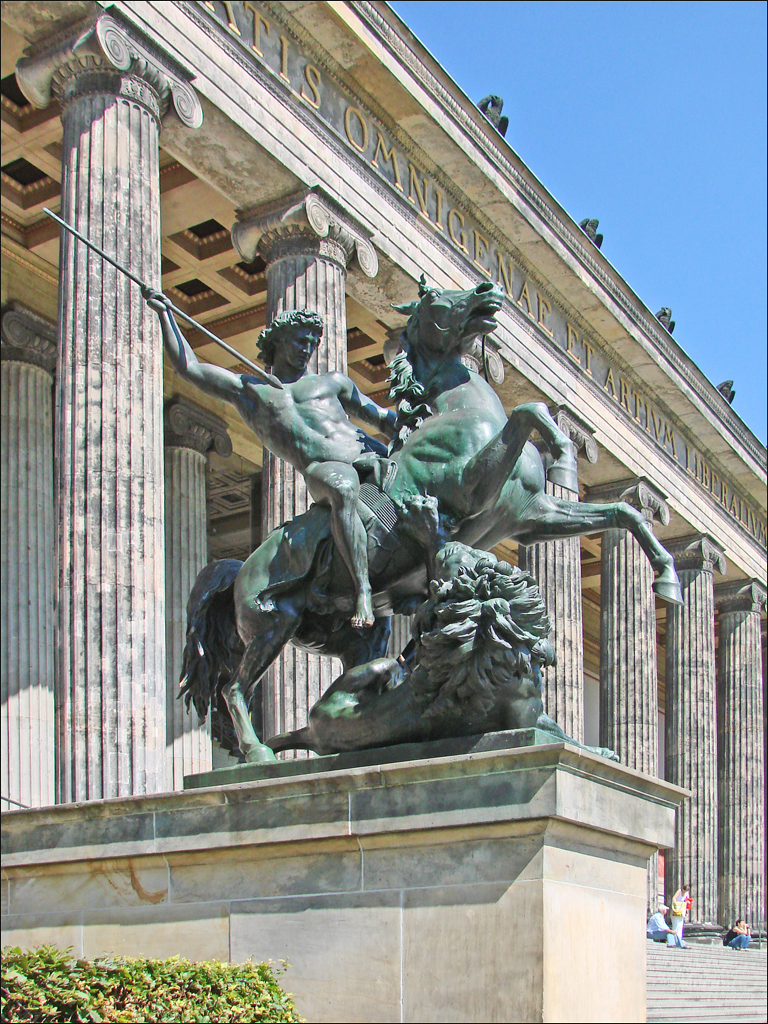
Löwenkämpfer zu Pferde vor dem Museumsbau

Schinkels Konzept sah die Aufstellung von großen Reiterstandbildern auf den Wangen der Freitreppe vor. Das 1842 fertiggestellte Standbild Amazone zu Pferde von August Kiß wurde auf die rechte Seite der Freitreppe platziert. Es zeigt in hoher Expressivität eine Amazone, die versucht, mit einer Lanze den Angriff eines Panthers abzuwehren. Das erst 1861 aufgestellte Standbild Löwenkämpfer auf der linken Wange stammt von Albert Wolff nach einem Entwurf von Christian Daniel Rauch. Dargestellt ist ein Reiter auf einem sich aufbäumenden Pferd, der im Begriff ist, einen am Boden liegenden Löwen mit seiner Lanze zu durchbohren. An den Ecken des Rotundenaufbaus befinden sich vorne zwei Rossebändigergruppen von Friedrich Tieck (1828) und hinten zwei Pegasusgruppen von Hugo Hagen und Hermann Schievelbein (1861). Die Pferdefiguren am Alten Museum korrespondierten mit den Rossebändigern am Stadtschloss.

### Wandgemälde
Das Hauptwerk von Schinkel als Maler stellte ein Freskenzyklus für die Vorhalle des Museums dar, die der Künstler schon 1823 bei den ersten Plänen des Museums mit aufnahm. Für diesen monumentalen Bilderzyklus sind von 1841 bis ungefähr 1870 über die gesamte Länge der Vorhalle und in der oberen Treppenhalle Wandbilder entstanden, von denen heute nur noch die beiden Entwürfe von Schinkels Hand im Berliner Kupferstichkabinett erhalten sind. Die Fresken wurden von Peter von Cornelius ausgeführt. Dieser heute fast vergessene Bilderzyklus zählte nach Anspruch und Ausführung zu den bedeutendsten Werken der Malerei des 19. Jahrhunderts. Für die Architektur und das Museum waren die Bilder von großer Bedeutung, da Schinkel durch die Bilder die Funktion und den Anspruch seines Museums näher erklärte.

## Inneres

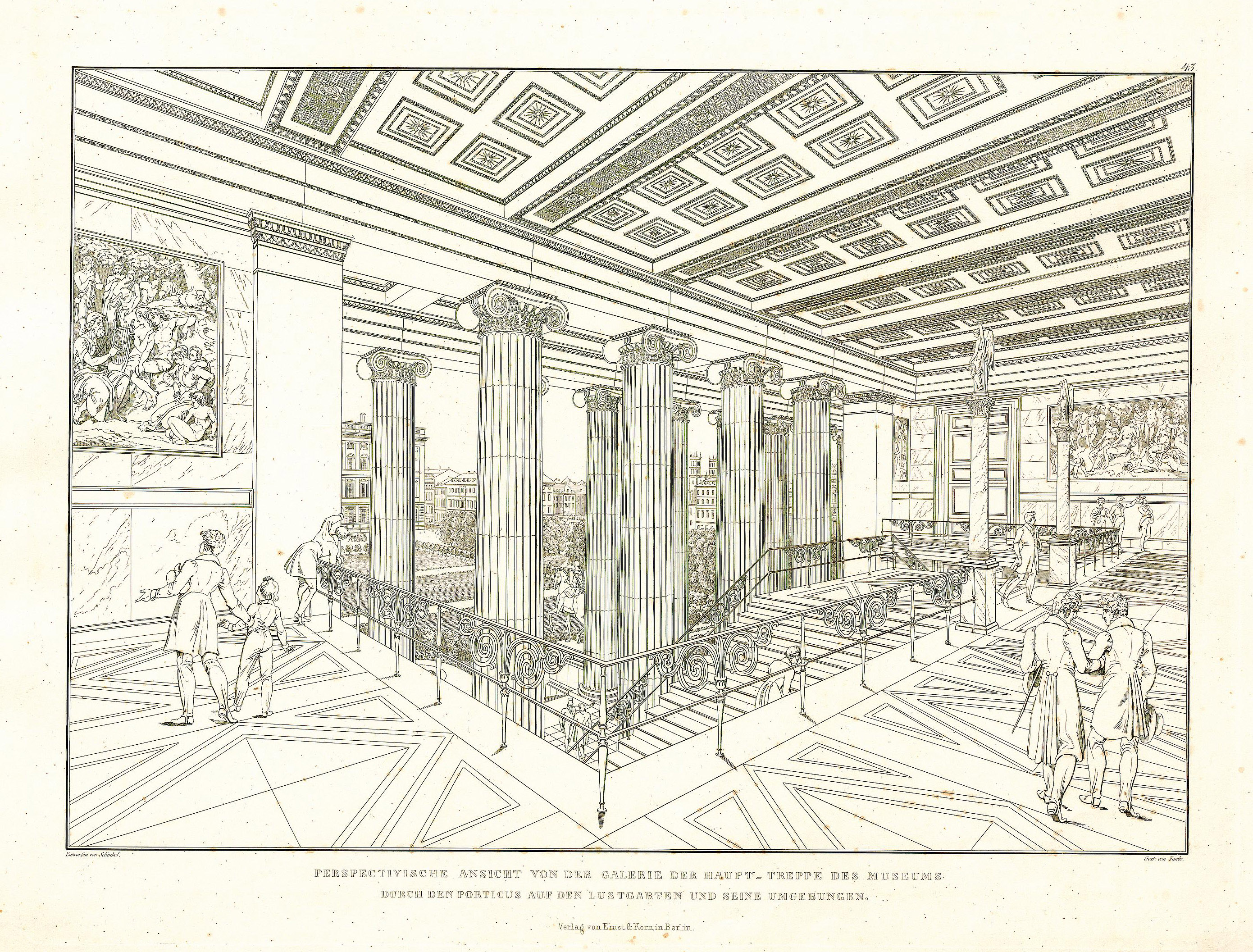
Innenansicht der Treppenhalle, Zeichnung von Schinkel

Die Rotunde im Alten Museum, Aquarell von Carl Emanuel Conrad, um 1834

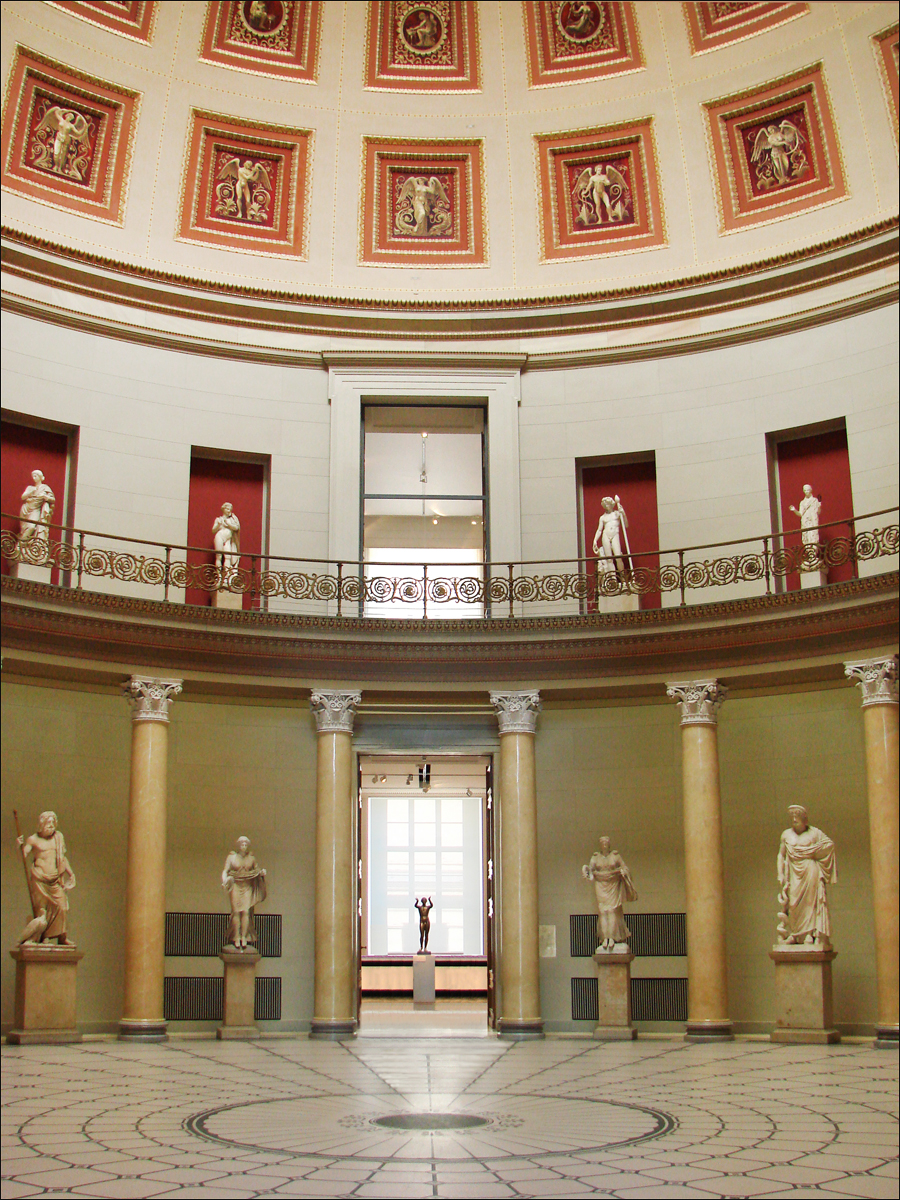
Rotunde, 2011

Die Ausstellungsräume des Gebäudes gruppieren sich um zwei Innenhöfe, mittig liegt das Herzstück des Alten Museums, die über beide Geschosse reichende, mit einem Oberlicht gedeckte Rotunde. Sie ist 23 Meter hoch und hat einen von 20 korinthische Säulen getragenen Galeriering. Sie hat wie ihr Vorbild in Rom eine mit Kassettenfeldern geschmückte Kuppel. Zwischen den Säulen war ein Teil der Statuen des Museums aufgestellt. Ursprünglich sollte auch die 1831 vor der Freitreppe aufgestellte, 6,91 Meter durchmessende Granitschale von Christian Gottlieb Cantian hier ihren Platz finden, war am Schluss aber zu groß geraten. Aus der Rotunde hat man einen Blick auf den Betenden Knaben im Ausstellungsbereich „Griechische Kunst / Meisterwerke – Das Menschenbild der griechischen Klassik“. Er stammt aus dem Besitz Friedrichs des Großen. Dieser ließ ihn in einer Gartenpergola neben dem Schloss Sanssouci, seinem Sommersitz in Potsdam, aufstellen und zwar so, dass er sie von seinem Bibliotheks- und Arbeitszimmer aus im Garten sehen konnte. Schon 1742 hatte König Friedrich II. in Paris auch eine der größten privaten Antikensammlung des 18. Jahrhunderts – die Sammlung des Kardinals Melchior de Polignac – erworben und nach Berlin bringen lassen. Sie wurde schließlich zum Grundstock der Berliner Museen.

### Treppenhalle
Hinter der Vorhalle befindet sich die parallel zur Fassade verlaufende zweiarmige Treppenanlage. Ihr besonderer Reiz liegt darin, gleichzeitig Innen- wie Außenraum zu sein, da sie nur durch die Säulen nach außen geschlossen wird. Auf einer Zeichnung des Treppenhauses machte Schinkel durch einige Staffagefiguren seine Vorstellungen von den Aufgaben des Bauwerks deutlich: es sollte Stoff bieten für unmittelbare Anschauung und Belehrung (Vater-Sohn-Gruppe, links), aber womöglich auch für weiterführende Gedanken und Gespräche (zwei Männer im Dialog, rechts).

### Rotunde
Bei der bis 1966 durchgeführten Wiederherstellung des Alten Museums wurde die Rotunde als einziger Teil im Inneren in alter Form rekonstruiert. Der kreisrunde Kuppelraum wird von einer von zwanzig korinthischen Säulen getragenen Galerie umgeben. Die Rotunde wurde als Aufstellungsort der Granitschale geplant, dient aber mittlerweile der Präsentation größerer Skulpturen. Von außen ist die Rotunde durch einen zurückgesetzten kubischen Aufsatz zu erkennen, an dessen Ecken vier Skulpturen auf Postamente gesetzt waren. Der Rückgriff auf das römische Pantheon ist ein Merkmal, das bis dahin nur Herrschaftsbauten vorbehalten war, ebenso wie die der Halle vorgesetzte Freitreppe.
Hier einige zeitgenössische Beschreibungen aus Samuel Heinrich Spikers Berlin und seine Umgebung im 19. Jahrhundert von 1833:

„[…] aus dem eigentlichen Antiken-Saale tretend, [haben wir] die Rotunde vor uns. Die Durchsicht durch die untere Thür geht auf die Vorhalle mit ihrer prachtvollen Säulenstellung, während man, durch den Eingang zur oberen Galerie, zu welcher, von aussen, die schöne Doppeltreppe hinaufführt, die cassettirte Decke eben dieser Vorhalle erblickt.
Das Ganze gewährt einen ungemein prachtvollen Anblick. Die Galerie, auf welcher, in Nischen, die kleineren Statuen aufgestellt sind, wird von Säulen korinthischer Ordnung getragen, deren Schafte mit Stuckmarmor bekleidet sind, der den Giallo antico nachahmt. Die Grundfarbe des Saales ist ein lichtes Grau, und die Fussgestelle, auf denen die Bildsäulen stehen, sind von gestreiftem grauen schlesischen Marmor gearbeitet. Ein zierliches, leichtes, bronzirtes, durchbrochenes Eisengitter läuft rund um die obere Galerie, deren Nischen in einem hellbraunen Tone gefärbt sind, auf welchem das Weiss des Marmors sich sehr gut hervorhebt. Der Fussboden ist mit schwarzen Verzierungen, auf Gelb, incrustirt, und in der Mitte ist auf schwarzem Grunde eine Gruppe in rothem Tone (nach Art derer auf den altgriechischen Gefässen) angebracht. – Die Cassetten in der Kuppel sind mit Figuren verziert, die, aus einem gelben Tone, auf hellrothen Grund gemalt sind.
Zu den vorzüglichsten Statuen, welche in der Rotunde aufgestellt sind, gehören die beiden schönen, unter Friedrich II. von dem G. R. Bianconi in Rom gekauften, Victorien, welche früher in dem Halbkreise vor dem neuen Schlosse in Potsdam standen; eine Hygica, in dem Landhause des Marius gefunden, und früher in Charlottenburg im Vorsaale des Königlichen Schlosses aufgestellt; ein schöner Apollo Citharoedus aus griechischem Marmor, von Bianconi in Rom gekauft; ein Apollo Musagetes aus der Polignacschen Sammlung und früher im Antiken-Tempel, im Garten von Sanssouci bei Potsdam, aufgestellt; eine colossale Juno, auf Befehl Seiner Majestät des jetzt regierenden Königs in Rom angekauft u. s. w.“

## Sammlungen

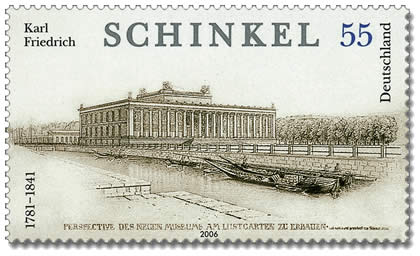
Sonderbriefmarke zu Schinkels 225. Geburtstag

Das Gebäude wurde ursprünglich für alle Berliner Sammlungen der hohen Kunst geschaffen. Seit 1904 war die Antikensammlung hier untergebracht, die um 1942 ausgelagert wurde. Bis zum Ende des Zweiten Weltkriegs dienten die Räume dann als Möbelspeicher. Nach dem Wiederaufbau des Gebäudes wurden die Exponate der Antikensammlung wieder hier untergebracht. Im Obergeschoss wurden wechselnde Sonderausstellungen veranstaltet, von August 2005 bis zur Wiedereröffnung des Neuen Museums im Oktober 2009 zeigte dort das Ägyptische Museum seine Exponate. Seit Juli 2010 wird im Obergeschoss die etruskische und römische Sammlung präsentiert, das Hauptgeschoss beherbergt die griechische Antikensammlung. Darüber hinaus beheimatet das Alte Museum auch eine Kabinettausstellung mit antiken Münzen des Münzkabinetts.

## Multaka – Treffpunkt Museum
Seit 2015 finden unter dem Titel Multaka – Treffpunkt Museum Führungen zur Vermittlung von kunstgeschichtlichen Zusammenhängen für Arabisch und Persisch sprechende Besucher in Berliner Museen statt. ‚Multaka‘ (arabisch: Treffpunkt) steht dabei als Bezeichnung für den pädagogisch vermittelten Austausch verschiedener kultureller und historischer Erfahrungen von Geflüchteten und anderen Besuchern aus Ländern des Vorderen Orients mit den Ausstellungen in Berliner Museen. Dabei vermittelt der interkulturelle Dialog mit den Besuchern deren jeweilige Sichtweisen auf die historischen Zusammenhänge der Kulturobjekte und darüber hinaus auf das eigene Verständnis vom kulturellen Erbe ihres Heimatlandes. Seit Ende 2023 ist auch die Antikensammlung des Alten Museums an diesen interkulturellen Führungen beteiligt.

## Ausstellungen (Auszug)
- Klangbilder – Musik im antiken Griechenland (26. August 2021 bis 3. Juli 2022)
- Antike Welten. Griechen, Etrusker und Römer (24. Februar 2011 bis auf Weiteres)
- Starke Typen. Griechische Porträts der Antike (19. Juni 2019 bis 27. September 2020)
- Fleisch (1. Juni 2018 bis 6. Januar 2019)
- Gefährliche Perfektion – Antike Grabvasen aus Apulien (17. Juni 2016 bis 21. Januar 2018)
- Kampf um Troja. Die Münchener Ägineten mit den Ergänzungen Thorvaldsens (30. September 2015 bis 16. Mai 2016)